# Heliport Narsaq

i7
i11
i13
Der Heliport Narsaq (ICAO-Code: BGNS) ist ein Hubschrauberlandeplatz in Narsaq im südlichen Grönland.

## Lage und Ausstattung
Der Heliport liegt im nordwestlichen Teil der Stadt, liegt auf einer Höhe von 83 Fuß und hat eine asphaltierte kreisrunde Landefläche mit einem Durchmesser von 18 m.

## Fluggesellschaften und Ziele
Der Heliport wird von Air Greenland bedient, welche regelmäßige Flüge zu dem Heliport Qaqortoq und zum Flughafen Narsarsuaq anbietet.